# Grey's Anatomy (6.ª temporada)
A sexta temporada do drama médico americano Grey's Anatomy, começou a ser exibida nos Estados Unidos na American Broadcasting Company (ABC) em 24 de setembro de 2009, e terminou em 20 de maio de 2010. A temporada foi produzida pela ABC Studios, em associação com a produtora ShondaLand e The Mark Gordon Company, sendo Shonda Rhimes a showrunner do programa. Ellen Pompeo, Sandra Oh, Katherine Heigl e Justin Chambers reprisaram seus papéis como os residentes cirúrgicos Meredith Grey, Izzie Stevens e Alex Karev respectivamente. Heigl foi liberada de seu contrato no meio da temporada, enquanto T.R. Knight não apareceu como George O'Malley, porque Knight foi liberado de seu contrato no final da quinta temporada. Os principais integrantes do elenco, Patrick Dempsey, Eric Dane, Chyler Leigh e Kevin McKidd também retornaram, enquanto Jessica Capshaw, foi promovida a regular, e Kim Raver foi primovida a principal após o início da temporada.
A temporada segue a história de internos de cirurgia, residentes e seus mentores competentes, que vivem as dificuldades das carreiras competitivas que escolheram. Está situado na ala cirúrgica do fictício Seattle Grace Hospital, localizado em Seattle, Washington. O grande enredo da temporada é que os personagens se adaptam à mudança, como a colega de trabalho Stevens partindo após o colapso de seu casamento, O'Malley morrendo na estreia da temporada—depois de ser arrastado por um ônibus, e a nova cirurgiã cardiotorácica Teddy Altman é contratado no hospital. Outras histórias incluem Shepherd sendo promovido a chefe de cirurgia, Seattle Grace Hospital fundindo-se com o Mercy West—introduzindo vários novos médicos e vários médicos sendo colocados em perigo—quando o marido de uma paciente falecida embarca em um tiroteio no hospital, buscando vingança pela morte de sua esposa.
A série terminou sua sexta temporada com 13,26 milhões de telespectadores, ficando em 17.º lugar em termos de audiência, o menor que a série já havia classificado até então. A temporada recebeu avaliações mistas, com a estreia e final da temporada sendo mais aclamadas pela crítica, em contraste com o meio. A temporada foi uma das menos aclamadas em termos de prêmios e indicações, sendo a única temporada do programa que não garantiu uma indicação ao Emmy do Primetime. Apesar da baixa audiência e prêmios, a temporada conseguiu receber um lugar na lista das dez melhores do Movieline. A Buena Vista lançou a temporada em um box de DVD, sendo disponibilizada para as regiões 1 e 2.

## Produção

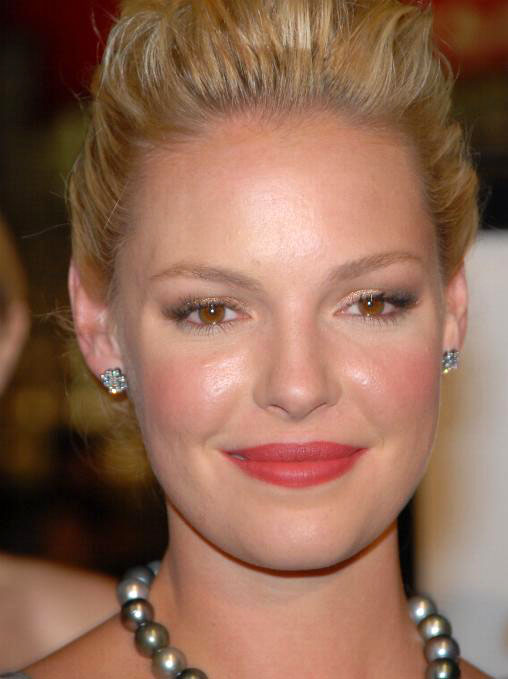
Katherine Heigl partiu no meio da temporada, citando o desejo de passar mais tempo com sua família.

A temporada foi produzida pela ABC Studios, The Mark Gordon Company, a produtora ShondaLand, e foi distribuída pela Buena Vista International, Inc. Os produtores executivos foram a criadora Shonda Rhimes, Betsy Beers, Mark Gordon, Krista Vernoff, Rob Corn, Mark Wilding, Joan Rater e James D. Parriott. Os diretores regulares foram Shonda Rhimes, Krista Vernoff, Stacy McKee, William Harper, Debora Cahn, Allan Heinberg e Peter Nowalk. No final da quinta temporada, T.R. Knight foi liberado de seu contrato, após um desentendimento com Rhimes. Quando solicitado a fazer uma aparição em flashback na sexta temporada, Knight recusou. As aparições de Heigl na temporada foram esporádicas, vendo Stevens partindo e retornando duas vezes. Embora ela estivesse programada para aparecer nos cinco episódios finais da temporada, Heigl pediu que ela fosse liberada de seu contrato 18 meses mais cedo, e fez sua última aparição em 21 de janeiro de 2010. Heigl explicou que ela queria passar mais tempo com sua família, e não achou que seria respeitoso para os espectadores da série fazer com que Izzie voltasse e partisse novamente. A estreia de duas horas da temporada mostrou aos médicos do Seattle Grace Hospital, lamentando a perda de seu falecido amigo, O'Malley. O escritor do especial, Vernoff, comentou: "É de partir o coração. Eu me apaixonei por George, como muitos de vocês, desde a primeira temporada."
O nono episódio da temporada, "New History", viu a chegada de Altman, que acabou formando um triângulo amoroso entre ela, Hunt e Yang. Raver comentou sobre isso: "Ela estava no Iraque com Owen. Ela é uma cirurgiã cardíaca. Ela é muito boa no que faz. Haverá algumas coisas interessantes entre Teddy, Cristina e Owen." O escritor do episódio, Heinberg, ofereceu sua ideia:

"A chegada de Teddy ao Seattle Grace desencadeia todo tipo de complicações para Owen, Cristina e para ela mesma. Cristina imediatamente suspeita que Owen e Teddy eram mais que amigos durante o tempo que passaram juntos no Iraque. Teddy confessa a Owen que ela aparentemente interpretou mal sua história mútua e se afasta dele, mortificada. E Owen ficou assombrado pela confissão de Teddy, agora forçado a reexaminar sua própria história – e seus sentimentos por Teddy e Cristina."Original {{{{{língua}}}}}: Grey Matter— Allan Heinberg
O décimo segundo episódio, "I Like You So Much Better When You're Naked" mostrou a partida de Stevens, após o colapso de seu casamento com Karev. A roteirista da série, Joan Rater, comentou sobre isso: "Izzie, recebendo o exame, dá a Alex a liberdade de ir embora. Porque ele nunca a teria deixado quando ela estava doente, ele é um bom sujeito. E eu não estou dizendo que Alex alguma vez pensou conscientemente, ele não podia deixá-la enquanto ela estava doente, mas agora que ela não está, agora parece que ela vai melhorar, e vem para ele. Ele merece mais. Ele é um cara legal e ele merece mais. Mas armando Izzie mostrou o quanto ele pode ser bom. Então foi um pequeno presente. E quando ele diz a Izzie que ele terminou, ele não fica amargo ou com raiva, ele está feito." A escrita do final de seis partes da sexta temporada causou dificuldades a Rhimes. Ela falou sobre isso:
| “ | Doeu escrever este final. Isso literalmente me machucou. Porque, para escrever esses episódios, eu tive que andar no lugar do atirador. Eu tive que pensar como um atirador. Uma pessoa que atiraria na Reed, no Alex e no Charles. Uma pessoa que atiraria no Derek. Quando terminei de escrever a primeira parte, fiquei doente. E deprimida. Porque meu Bonitão estava deitado na minha amada passarela morrendo. Mer está gritando e ele está morrendo. E, antes de você me ter disparado com Thorazine e colocado em uma camisa de força, sim, eu sei, é apenas um programa de TV, eu não sou louca, mas cara... parecia bem real. Parecia bem real mesmo. | ” |

## Elenco e personagens
| - Ellen Pompeo como Dra. Meredith Grey - Sandra Oh como Dra. Cristina Yang - Katherine Heigl como Dra. Izzie Stevens - Justin Chambers como Dr. Alex Karev - Chandra Wilson como Dra. Miranda Bailey - James Pickens, Jr. como Dr. Richard Webber - Sara Ramírez como Dra. Callie Torres - Eric Dane como Dr. Mark Sloan - Chyler Leigh como Dra. Lexie Grey - Kevin McKidd como Dr. Owen Hunt - Jessica Capshaw como Dra. Arizona Robbins - Kim Raver como Dra. Teddy Altman - Patrick Dempsey como Dr. Derek Shepherd - Kate Walsh como Dra. Addison Montgomery | - Mitch Pileggi como Larry Jennings - Robert Baker como Dr. Charles Percy - Sarah Drew como Dra. April Kepner - Brandon Scott como Dr. Ryan Spalding - Jesse Williams como Dr. Jackson Avery - Nora Zehetner como Dra. Reed Adamson - Steven W. Bailey como Joe - Leven Rambin como Sloan Riley - Jason George como Dr. Ben Warren - Michael O'Neill como Gary Clark | - Chelcie Ross como Dr. Harper Avery - Tom Irwin como Marty Hancock - Ryan Devlin como Bill Portman - Mandy Moore como Mary Portman - J. August Richards como Richard Webber (jovem) - Héctor Elizondo como Carlos Torres - Loretta Devine como Adele Webber - James DuMont como Sheldon Morris - Frankie Faison como William Bailey - Zoe Boyle como Clara Ferguson - Zack Shada como Andy Michaelson - Amy Madigan como Dra. Katharine Wyatt - Sarah Utterback como Olivia Harper - Jeff Perry como Thatcher Grey - Martha Plimpton como Pam Michaelson - Debra Monk como Louise O'Malley - Shannon Lucio como Amanda - Demi Lovato como Hayley - Sara Gilbert como Kim Allen - Marion Ross como Betty |

Notas de elenco: Katherine Heigl é creditada até o episódio 18.
Kim Raver é creditada a partir do episódio 9.

### Casting
A terceira temporada teve treze papéis que receberam o título de principais, dos quais doze retornaram da temporada anterior. Os membros regulares retratam os cirurgiões do Seattle Grace Hospital com novas rivalidades e relacionamentos românticos começando a se desenvolver após a fusão do hospital com Mercy West. Meredith Grey, residente cirúrgica e protagonista da série, é retratada por Ellen Pompeo. Seus colegas Cristina Yang, Izzie Stevens e Alex Karev são interpretados por Sandra Oh, Katherine Heigl e Justin Chambers, respectivamente. A cirurgiã geral assistente Miranda Bailey foi retratada por Chandra Wilson, cujas principais histórias ao longo da temporada se concentram em seu divórcio e no desenvolvimento de novos relacionamentos românticos. O cirurgião geral e chefe de cirurgia do Seattle Grace Hospital, Richard Webber, foi retratado por James Pickens Jr., que retorna ao alcoolismo após ficar sóbrio há vinte anos.
Sara Ramirez atuou como a cirurgiã ortopédica bissexual Callie Torres, Eric Dane representou o cirurgião plástico mulherengo Mark Sloan, Chyler Leigh interpretou a meia-irmã de Meredith e residente cirúrgica do segundo ano Lexie Grey, Kevin McKidd apareceu como cirurgião de trauma Owen Hunt, enquanto Patrick Dempsey atuou como chefe de neurocirurgia Derek Shepherd. Depois de ter aparecido anteriormente em um arco de vários episódios em uma participação especial na quinta temporada da série, Jessica Capshaw foi promovida a principal no episódio de estreia da temporada no papel como a cirurgiã pediátrica Arizona Robbins, interesse amoroso de Callie Torres. O nono episódio da temporada marcou a introdução da nova chefe da cirurgia cardiotorácica Teddy Altman, interpretada por Kim Raver, cujo misterioso passado romântico com Owen Hunt se tornou uma das principais histórias da temporada. Começando com o décimo nono episódio da temporada, Raver começou a receber o título de principal.
A sexta temporada apresenta vários novos personagens recorrentes que começam a desenvolver enredos progressivos e expansivos ao longo da temporada. Os residentes cirúrgicos do Mercy West, Reed Adamson, Charles Percy, April Kepner e Jackson Avery, foram interpretados por Nora Zehetner, Robert Baker, Sarah Drew e Jesse Williams, respectivamente. Jason George retratou o interesse amoroso de Miranda Bailey, o anestesiologista Ben Warren. Thatcher Grey (Jeff Perry) e Sloan Riley (Leven Rambin) fizeram parte dos arcos principais da temporada, enquanto vários personagens episódicos fizeram aparições: Demi Lovato como Hayley, Sara Gilbert como Kim Allen, Marion Ross como Betty, Mandy Moore como Mary Portman, Ryan Devlin como Bill Portman, Nick Purcell como Doug, Michael O'Neill como Gary Clark, Danielle Panabaker como Kelsey, Adrienne Barbeau como Jodie Crawley, Héctor Elizondo como o Sr. Torres, Amy Madigan como a Dra. Wyatt e Missi Pyle como Jasmine. A ex-regular Kate Walsh retornou à série como convidada especial, representando a cirurgiã neonatal e ginecologista obstetra Addison Montgomery.

## Recepção

### Audiência
A sexta temporada de Grey's Anatomy escreou com 17,04 milhões de telespectadores com uma classificação/share de 6,7/17 entre o grupo demográfico de 18 a 49 anos. Embora a classificação tenha diminuído 1% em relação à abertura da quinta temporada, conseguiu ficar em primeiro lugar no horário e na noite inteira, tanto em termos de classificação quanto de audiência, e serviu como o episódio mais visto da temporada. "Sympathy for the Parents" foi o episódio menos visto da temporada, que conquistou apenas 9,87 milhões de telespectadores. O final da temporada atraiu 16,13 milhões de telespectadores, e recebeu uma classificação de 6,2/18, ficando em primeiro lugar por seu horário e toda a noite, tanto em termos de classificação quanto de audiência. Embora o final tenha sido um sucesso para a noite, foi uma queda de 1% em relação ao final da quinta temporada, mas serviu como o segundo episódio mais visto da temporada. No geral, a temporada ficou em 17.º lugar no ano, e teve uma média de 13,26 milhões de espectadores, uma queda de 5% em relação à posição da temporada anterior.

### Avaliações da crítica

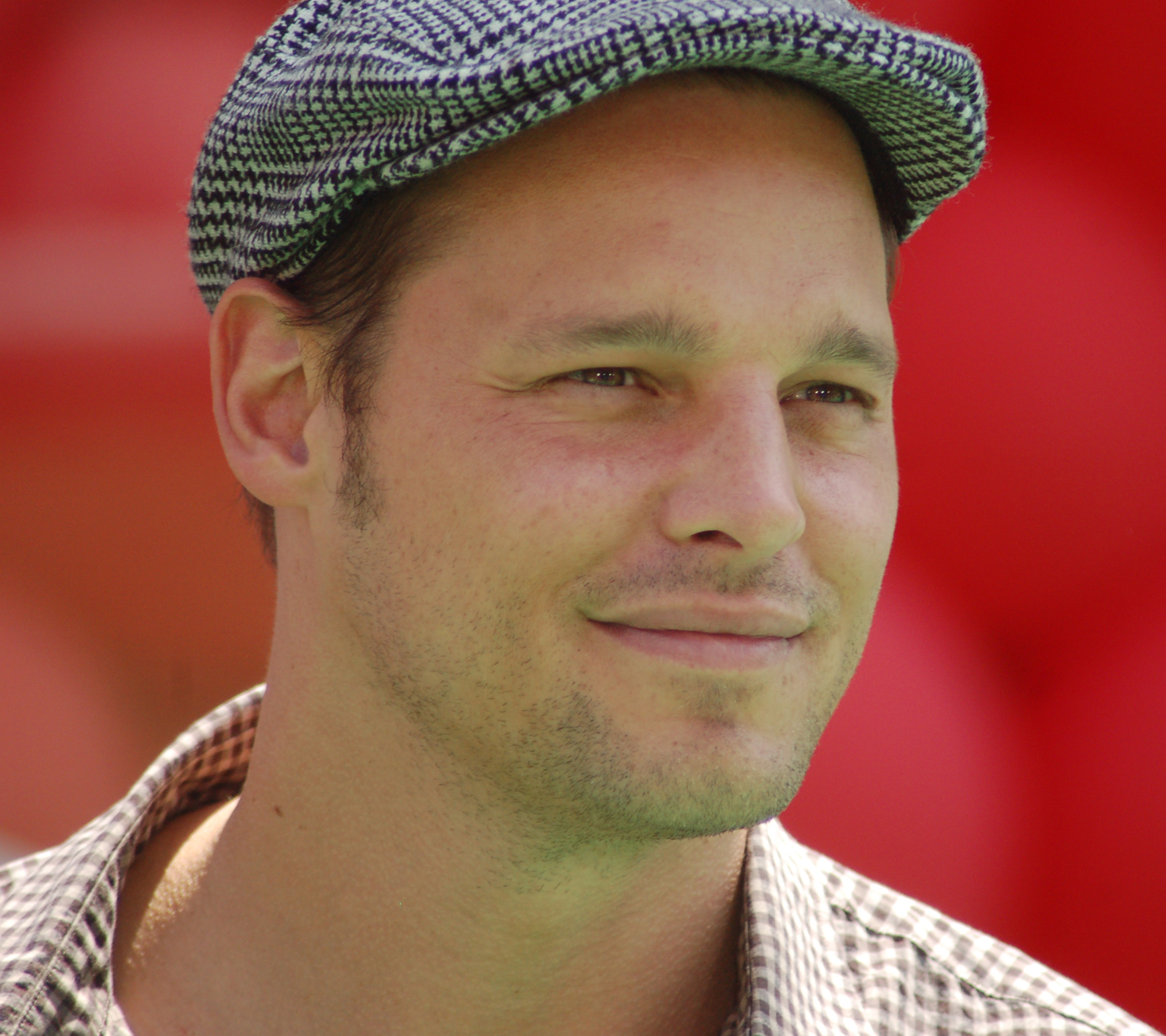
o desempemho de Justin Chambers foi bem recebido.

A temporada recebeu avaliações mistas entre os críticos de televisão. Falando da estreia, Glenn Diaz, da BuddyTV, observou que o especial prenunciou uma temporada "muito sombria", acrescentando: "A conversa entre a mãe de George e uma dos cirurgiãs [Torres] provou ser uma das cenas mais arrebatadoras de uma episódio que em si é desolador o suficiente." Em contraste, Kelly West da TV Blend criticou a estreia, escrevendo: "Eu não acho que com base no primeiro episódio que podemos dizer que a série está indo em uma nova direção, nem eu acho que os roteiristas estão fazendo muito um esforço para trazer a série de volta à grandeza que era suas temporadas anteriores. Dito isto, é Grey's Anatomy e com isso vem o drama habitual, sexo, amor e mistérios médicos jogados na mistura para manter as coisas em movimento. Se é isso que você está procurando, acho que você vai curtir muito bem a estreia da temporada." O desempenho de Capshaw nesta temporada foi elogiado, com o The TV Addict chamando-a de "imensamente simpática". Embora "Sympathy for the Parents" tenha sido o episódio menos visto, a TV Fanatic chamou o episódio de "tocante", elogiando o desempenho de Chambers. A reação da TV Fanatic à temporada foi bastante mista, com Steve Marsi dizendo que Grey's Anatomy estava enfrentando uma crise de identidade depois de ver "Give Peace a Chance". Ele disse que: "Ainda popular, mas sem sua mágica passada, está tentando decidir o que se tornar. Tudo o que podemos dizer é que, se se tornar o que vimos há 12 horas, somos todos a favor. Na semana passada, os médicos mergulharam no caos do estilo ER com 12 médicos diferentes, dando 12 contas diferentes de um caso. Ontem à noite, vimos algo mais igualmente incomum." Ele elogiou o desempenho de Patrick Dempsey, dizendo: "Mais uma vez, foi um único caso que ocupou a hora inteira, mas em vez da versão de 12 médicos, o foco foi em grande parte apenas um, e o melhor: o Dr. Derek Shepherd. O personagem Bonitão de Patrick Dempsey pode ser um colírio para os olhos, mas ele tem substância. O episódio da noite passada provou isso em espadas, e foi um dos melhores da série em algum momento.
O final da temporada, Death And All His Friends, foi muito elogiado. Marsi deu ao episódio cinco estrelas e expressou que pode ter sido o melhor episódio da série, acrescentando: "A escrita e atuação foram absolutamente espetaculares, e podem levar a muitas indicações ao Emmy, mas ainda mais impressionantes, apesar de uma matança, permaneceu distinta da série. Algumas das idas e vindas entre os personagens foram verdadeiramente memoráveis, e alguns dos desdobramentos são tão dolorosos que nem sabemos por onde começar agora. Sério, o final da sexta temporada nos deixou acordados depois pensando em tudo, um sentimento que não tivemos em Grey's há anos e raramente alcançado por qualquer programa." John Kubicek, da BuddyTV, também notou que o final foi o melhor episódio, acrescentando: "Foram duas das melhores horas de televisão durante todo o ano. Certamente foi o melhor de Grey's Anatomy, o que disse muito desde que eu escrevi sobre o seriado nos últimos anos. Nenhum programa faz um grande evento traumático como Grey's Anatomy, e o atirador deu a licença para o drama aumentado com cinco personagens principais sendo filmados ao longo das duas horas. Foi emocionante, experiente e me deixou em lágrimas durante a maior parte do final." A Entertainment Weekly escreveu: "De qualquer forma, agora você pode pelo menos ver onde tudo começou. E enquanto você ainda está pensando em como Grey's ainda pode ser tão bom às vezes".

### Prêmios e indicações
A temporada foi uma das menos aclamadas da série, em termos de prêmios e indicações. Apesar de não ter sido indicado para um Emmy do Primetime, o programa recebeu dois Prêmios Creative Arts Emmy: Melhor Maquiagem Protética para "How Insensitive" e Melhor Maquiagem (Não Protética) para uma Série de Câmera Única para "Suicide is Painless". A temporada também recebeu uma indicação de Melhor Série de Drama no GLAAD Media Awards. Wilson foi premiada com o NAACP Image Award por Melhor Direção em Série Dramática por sua direção em "Give Peace a Chance". A temporada também ficou em 10.º lugar na lista dos dez melhores do Movieline.

## Episódios
| N.º na série | N.º na temp. | Título                                        | Dirigido por        | Escrito por                 | Exibição original       | Audiência (milhões) |
| --- | ------------ | --------------------------------------------- | ------------------- | --------------------------- | ----------------------- | ------------------- |
| 103 | 1            | "Good Mourning"                               | Edward Ornelas      | Krista Vernoff              | 24 de setembro de 2009  | 17,03               |
| Seguindo o cliffhanger da 5.ª temporada, Izzie parece ter sobrevivido, mas recebe uma má notícia: a morte de George. Enquanto a equipe lamenta a morte de George, Meredith e os outros residentes não sabem como continuar com suas vidas, já que a morte de George representa um grande impacto para todos eles, deixando que cada um deles lide com isso à sua maneira. |              |                                               |                     |                             |                         |                     |
| 104 | 2            | "Goodbye"                                     | Bill D'Elia         | Krista Vernoff              | 24 de setembro de 2009  | 17,03               |
| Cristina e Owen estão achando difícil se abster de sexo conforme instruído pelo Dr. Wyatt. Meredith e Derek consumem seu casamento em todos os lugares que vão. Izzie chora por seu melhor amigo, George, após sua morte. Richard anuncia que o Seattle Grace se fundirá com a Mercy West. |              |                                               |                     |                             |                         |                     |
| 105 | 3            | "I Always Feel Like Somebody's Watchin' Me"   | Michael Pressman    | Tony Phelan & Joan Rater    | 1 de outubro de 2009    | 15,69               |
| As habilidades de Bailey e Alex são desafiadas quando seu caso é complicado com a adição do filho esquizofrênico do paciente. Todos os residentes e internos do Seattle Grace temem por seus empregos com os próximos cortes orçamentários e começam a competir para sobreviver, com consequências infelizes. |              |                                               |                     |                             |                         |                     |
| 106 | 4            | "Tainted Obligation"                          | Tom Verica          | Jenna Bans                  | 8 de outubro de 2009    | 14,13               |
| Meredith e Lexie se cruzam quando Thatcher chega, em extrema necessidade de um transplante de fígado, e Meredith é a única que é viável doar. Mark está cansado do zelo competitivo de Cristina, então ele a coloca em um caso envolvendo um homem desejando um aumento do pênis, e Izzie simpatiza com um homem que está morrendo de câncer. |              |                                               |                     |                             |                         |                     |
| 107 | 5            | "Invasion"                                    | Tony Phelan         | Mark Wilding                | 15 de outubro de 2009   | 13,79               |
| Arizona fica ao lado de Callie enfurecida quando seu pai visita um padre para tentar convencê-la a renunciar à sua homossexualidade; também, um acidente inviabiliza a próxima doação de rim de uma paciente, com a Dra. Bailey prometendo acertar as coisas. Após um acidente com o paciente renal, Izzie é demitida da equipe do hospital. Depois de descobrir que foi por causa do paciente renal, Izzie culpa Alex, e deixa-lhe uma carta de Dear John e, evidentemente, desaparece. Esse episódio inicia um crossover com Private Practice, que se conclui em "Right Here, Right Now" |              |                                               |                     |                             |                         |                     |
| 108 | 6            | "I Saw What I Saw"                            | Allison Liddi-Brown | William Harper              | 22 de outubro de 2009   | 14,67               |
| Após a morte de um paciente, todos os médicos envolvidos no caso são interrogados. Owen, Cristina, Bailey, Alex, Callie, Lexie, Charles, Jackson e Reed dão suas opiniões, e como a história se desenrola para mostrar que April Kepner foi a pessoa que errou, ela é demitida, apesar de Derek ser contra isto. |              |                                               |                     |                             |                         |                     |
| 109 | 7            | "Give Peace a Chance"                         | Chandra Wilson      | Peter Nowalk                | 29 de outubro de 2009   | 13,74               |
| Derek é convidado por um técnico de laboratório do hospital, Isaac (Faran Tahir), para curá-lo quando se descobre que ele tem um tumor inoperável ao redor de sua espinha. Lutando com a cirurgia impossível, Derek tenta fazer o impossível enquanto ele questiona a autoridade de Richard, fazendo a cirurgia, mesmo que ele foi dito não por Richard. |              |                                               |                     |                             |                         |                     |
| 110 | 8            | "Invest in Love"                              | Jessica Yu          | Stacy McKee                 | 5 de novembro de 2009   | 13,95               |
| Arizona fica chocada quando os pais de seus pacientes de longa data oferecem ao hospital uma doação de vinte e cinco milhões de dólares, mas quando a condição de seu paciente piora, todos os olhos estão voltados para ela para salvá-la. Cristina testa seu relacionamento quando ela descaradamente ignora as ordens de Owen e realiza um procedimento cardíaco não autorizado, mais tarde beija Avery em uma festa surpresa para Arizona. Alex cuida de um recém-nascido enquanto Izzie continua desaparecida. Na esteira do grande pesar, Arizona e Callie levam seu relacionamento para o próximo nível. |              |                                               |                     |                             |                         |                     |
| 111 | 9            | "New History"                                 | Rob Corn            | Allan Heinberg              | 12 de novembro de 2009  | 14,87               |
| Izzie está de volta com uma velha professora que está doente. Derek a opera. Alex confronta Izzie e ela o culpa por ser demitida. Alex está igualmente irritado porque diz que "ele era seu marido e ela não lhe deu o benefício da dúvida". Richard acidentalmente prende o ducto biliar de seu paciente de emergência, fazendo com que o paciente fique amarelo. Descobrindo sobre isso, Richard planeja deixar a cirurgia por um tempo, e há uma recapitulação de como ele começa a beber novamente. Cristina recebe um presente surpresa de Owen, Teddy Altman. |              |                                               |                     |                             |                         |                     |
| 112 | 10           | "Holidaze"                                    | Robert Berlinger    | Krista Vernoff              | 19 de novembro de 2009  | 14,07               |
| As férias não são tão alegres para os médicos do hospital Seattle Grace-Mercy West, quando Cristina suspeita que algo está ou está acontecendo entre seu namorado, Owen, e seu velho amigo, Teddy. Bailey fica chocada quando seu pai faz julgamentos precipitados sobre sua vida e as escolhas que ela fez, finalmente culminando em um confronto no jantar de Natal de Meredith. Enquanto isso, Alex está solitário desde que Izzie ainda se foi, enquanto o chefe desenvolve um vício constante ao álcool. |              |                                               |                     |                             |                         |                     |
| 113 | 11           | "Blink"                                       | Randy Zisk          | Debora Cahn                 | 14 de janeiro de 2010   | 12,73               |
| Mark voa para Addison em Seattle para ajudar em um procedimento difícil em sua filha grávida, Sloan. Owen questiona os motivos de Teddy quando ela atribui a Cristina a liderança em uma cirurgia complicada, e as suspeitas de Derek são levantadas quando o chefe recruta Meredith para ajudar em uma operação de alto nível. Lexie dorme com Alex. Este episódio começa um crossover com Private Practice que conclui em "Another Second Chance". |              |                                               |                     |                             |                         |                     |
| 114 | 12           | "I Like You So Much Better When You're Naked" | Donna Deitch        | Tony Phelan & Joan Rater    | 21 de janeiro de 2010   | 12,65               |
| Izzie retorna, depois de receber uma mensagem de Meredith sugerindo que Alex está seguindo em frente. Ela passa o dia no hospital tentando ganhar Alex de volta e procurando um emprego. Torres pega catapora e fica irritada quando Arizona a mantém isolada. Alex termina com Izzie porque ele acha que merece alguém que não o deixe. Izzie vai para nunca mais voltar. Derek diz ao conselho que Richard está bebendo e eles o demitem. Esse episódio marca a saída da atriz Katherine Heigl que interpretava a Dra. Izzie Stevens, personagem introduzida na primeira temporada. Apesar de este ser o último episódio em que ela aparece, ela ainda é creditada até o episódio 18. |              |                                               |                     |                             |                         |                     |
| 115 | 13           | "State of Love and Trust"                     | Jeannot Szwar       | Stacy McKee                 | 4 de fevereiro de 2010  | 12,55               |
| Quando Derek inicia seu papel como chefe interino, ele enfrenta um processo potencial quando o paciente de Bailey e Meredith acorda da anestesia no meio da cirurgia. Enquanto isso, Teddy se recusa a colocar Cristina em seu serviço, enquanto Alex começa a investir em pediatria, deixando a plástica para trás. Enquanto Mark se recusa a falar com Lexie de coração partido, Derek tenta convencer Richard a procurar tratamento para beber. Derek mais tarde contrata April Kepner e Megan Mostow de volta. |              |                                               |                     |                             |                         |                     |
| 116 | 14           | "Valentine's Day Massacre"                    | Stephen Cragg       | William Harper              | 11 de fevereiro de 2010 | 12,74               |
| É Dia dos Namorados e os médicos devem tratar dezenas de pessoas feridas depois que o telhado desmorona em um restaurante romântico popular; Derek tenta administrar sua agenda ocupada como chefe de cirurgia; Meredith luta com seus novos deveres como esposa do chefe; e Mark e Callie se unem para convencer Sloan a fazer o que é certo para o bebê, mas ela está determinada a entregar o bebê para adoção. |              |                                               |                     |                             |                         |                     |
| 117 | 15           | "The Time Warp"                               | Rob Corn            | Zoanne Clack]]              | 18 de fevereiro de 2010 | 10,21               |
| Casos médicos anteriores envolvendo Webber, Bailey e Callie são contados como parte de uma decisão de Derek como o novo chefe. Os casos lançam luz sobre o início do caso entre o chefe (interpretado por J. August Richards) e Ellis (Sarah Paulson) em 1982, os ingredientes de Bailey nas sequências de 2004, em que os espectadores veem Bailey. dias e Callie pouco antes de ela ser apresentada no programa. |              |                                               |                     |                             |                         |                     |
| 118 | 16           | "Perfect Little Accident"                     | Bill D'Elia         | Peter Nowalk                | 4 de março de 2010      | 11,83               |
| O relacionamento de Jackson Avery com Harper Avery é revelado depois que ele é internado no hospital, e isso cria uma agitação no hospital. Cristina, junto com outros moradores, tenta ganhar sua atenção, enquanto Webber e Derek estão nervosos sobre a operação de Harper Avery. Arizona tenta ajudar Teddy a se mudar para pastagens mais verdes quando ela vê como está obcecada com Owen, e Mark tenta seguir depois de desistir do bebê de Sloan através do sexo. |              |                                               |                     |                             |                         |                     |
| 119 | 17           | "Push"                                        | Chandra Wilson      | Debora Cahn                 | 11 de março de 2010     | 10,96               |
| O Dr. Hunt e o Dr. Webber lutam e competem por um paciente com um grande tumor, auxiliado por Meredith e Cristina, respectivamente. A doutora Bailey luta para baixar a guarda e se abrir para o relacionamento florescente. Mark tenta voltar a um relacionamento e pede à Teddy para sair num encontro. Callie percebe que o Arizona não quer um bebê como ela, levando-a a questionar o relacionamento. Lexie percebe que Mark está se movendo e quebra. |              |                                               |                     |                             |                         |                     |
| 120 | 18           | "Suicide is Painless"                         | Jeannot Szwarc      | Tony Phelan & Joan Rater    | 25 de março de 2010     | 11,57               |
| O Dr. Hunt tem problemas para dormir e ainda está mostrando sinais de transtorno pós-traumático. Teddy e Hunt foram convidados a ajudar um paciente a morrer com suicídio assistido por um médico, o que leva a um flashback de Teddy and Hunt no Exército, onde Hunt foi convidado por um amigo para ajudá-lo a morrer. Mark está gostando de namorar Teddy e eles não estão fazendo sexo e ele está feliz. Callie confidencia em Mark que Arizona não quer ter filhos. Meredith mostra sinais de odiar Derek como chefe, enquanto ela fica com raiva de Derek quando ela sente que ele roubou uma de suas cirurgias. April Kepner começa a agir como assistente de Derek em vez de ser cirurgiã porque acha que não pode fazer isso.                                                                   |              |                                               |                     |                             |                         |                     |
| 121 | 19           | "Sympathy for the Parents"                    | Debbie Allen        | Allan Heinberg              | 1 de abril de 2010      | 9,87                |
| Meredith e Derek começam a discutir sobre ter um filho, enquanto Teddy e Mark fazem sexo pela primeira vez. O irmão de Alex, Aaron, vem visitá-lo, o que revela muitos dos segredos de Alex, para o deleite de Bailey e para o aborrecimento de Alex. Lexie começa a notar que April está desenvolvendo uma queda por Derek. O Dr. Webber, Lexie e Derek são confrontados com um paciente que virá para mudar suas vidas para sempre. |              |                                               |                     |                             |                         |                     |
| 122 | 20           | "Hook, Line and Sinner"                       | Tony Phelan         | Meg Marinis                 | 29 de abril de 2010     | 10,47               |
| Teddy está ficando mais envolvido com Mark, para superar Owen, mas a filha de Mark chega em sua casa inesperadamente e em trabalho de parto. Mark quer ficar com o bebê e pede a orientação de Torres enquanto recebe algum conselho indesejado do Arizona. Meredith começa a notar a queda do Dr. Kepner por Derek. |              |                                               |                     |                             |                         |                     |
| 123 | 21           | "How Insensitive"                             | Tom Verica          | William Harper              | 6 de maio de 2010       | 11,03               |
| Bailey prepara a equipe com treinamento de sensibilidade obrigatória antes de admitir um paciente com problemas médicos compostos, e o caso se mostra desafiador em todos os sentidos da palavra. Enquanto isso, Derek tem que ficar cara a cara com o marido de um ex-paciente em um depoimento de morte injusta, e passar um tempo com a filha de um paciente cardíaco abre algumas velhas feridas para Cristina. |              |                                               |                     |                             |                         |                     |
| 124 | 22           | "Shiny Happy People"                          | Edward Ornelas      | Zoanne Clack & Peter Nowalk | 13 de maio de 2010      | 11,05               |
| Um paciente idoso internado na sala de emergência para problemas cardíacos vê um rosto familiar: um amor perdido há muito tempo, também por um braço fraturado, e a equipe se encontra presa em sua história de amor. Enquanto isso, Karev trata uma adolescente problemática chamada Hayley May (Demi Lovato) cujos pais a levaram para a esquizofrenia. Meredith não pode deixar de contar a Cristina sobre suas suspeitas de Owen, fazendo Cristina confrontar Owen sobre seus sentimentos por Teddy, e Mark faz uma confissão para Lexie. |              |                                               |                     |                             |                         |                     |
| 125 | 23           | "Sanctuary"                                   | Stephen Cragg       | Shonda Rhimes               | 20 de maio de 2010      | 13,93               |
| O hospital é atingido por uma crise sem precedentes: um atirador está no hospital e faz o hospital entrar em um bloqueio. Meredith descobre que ela está grávida, enquanto Cristina termina com Owen depois que ele não consegue decidir entre ela e Teddy. O atirador, Gary Clark, atira Reed Adamson e em Alex, o que leva Lexie e Mark a tentar salvá-lo. Bailey deve tentar salvar Charles com a ajuda de sua paciente Mary (Mandy Moore) depois que ele é baleado, enquanto Derek é confrontado por Gary Clark, que o atira após ser interrompido em abril. |              |                                               |                     |                             |                         |                     |
| 126 | 24           | "Death and All His Friends"                   | Rob Corn            | Shonda Rhimes               | 20 de maio de 2010      | 16,13               |
| Com a crise se desdobrando, cada personagem é submetido a provações e tribulações extremas. Cristina é pressionada a salvar Derek, que foi baleado. Arizona e Callie restabelecem seu relacionamento quando Callie diz que não quer ter um bebê, se isso significa que ela não pode estar com Arizona. Arizona concorda em ter um bebê porque ela disse que não queria impedir que Callie fosse uma excelente mãe. Bailey tenta salvar Charles Percy, que foi baleado pelo atirador, com recursos limitados. O atirador entra na sala de operações onde Cristina e Jackson estão tentando salvar Derek e Jackson finge parar de salvar Derek para que o atirador se afaste. Meredith acha que Derek vai morrer e tem um aborto espontâneo. Owen percebe que ele ama Cristina, e escolhe ela sobre Teddy. |              |                                               |                     |                             |                         |                     |

## Audiência
| № na série | № na temporada | Episódio                                      | Exibição                | Horário              | Rating/Share (18–49) | Audiência (em milhões) |
| ---------- | -------------- | --------------------------------------------- | ----------------------- | -------------------- | -------------------- | ---------------------- |
| 103        | 1              | "Good Mourning"                               | 24 de setembro de 2009  | Quintas-feiras 21:00 | 6.7/17               | 17.03                  |
| 104        | 2              | "Goodbye"                                     | 24 de setembro de 2009  | Quintas-feiras 21:00 | 6.7/17               | 17.03                  |
| 105        | 3              | "I Always Feel Like Somebody's Watchin' Me"   | 1 de outubro de 2009    | Quintas-feiras 21:00 | 6.1/16               | 15.69                  |
| 106        | 4              | "Tainted Obligation"                          | 8 de outubro de 2009    | Quintas-feiras 21:00 | 5.4/14               | 14.17                  |
| 107        | 5              | "Invasion"                                    | 15 de outubro de 2009   | Quintas-feiras 21:00 | 5.0/13               | 13.79                  |
| 108        | 6              | "I Saw What I Saw"                            | 22 de outubro de 2009   | Quintas-feiras 21:00 | 5.3/14               | 14.67                  |
| 109        | 7              | "Give Peace a Chance"                         | 29 de outubro de 2009   | Quintas-feiras 21:00 | 5.2/13               | 13.74                  |
| 110        | 8              | "Invest in Love"                              | 5 de novembro de 2009   | Quintas-feiras 21:00 | 5.1/13               | 13.95                  |
| 111        | 9              | "New History"                                 | 12 de novembro de 2009  | Quintas-feiras 21:00 | 5.6/14               | 14.87                  |
| 112        | 10             | "Holidaze"                                    | 19 de novembro de 2009  | Quintas-feiras 21:00 | 5.1/13               | 14.07                  |
| 113        | 11             | "Blink"                                       | 14 de janeiro de 2010   | Quintas-feiras 21:00 | 4.8/12               | 12.73                  |
| 114        | 12             | "I Like You So Much Better When You're Naked" | 21 de janeiro de 2010   | Quintas-feiras 21:00 | 4.7/12               | 12.65                  |
| 115        | 13             | "State of Love and Trust"                     | 4 de fevereiro de 2010  | Quintas-feiras 21:00 | 4.5/12               | 12.55                  |
| 116        | 14             | "Valentine's Day Massacre"                    | 11 de fevereiro de 2010 | Quintas-feiras 21:00 | 4.4/11               | 12.74                  |
| 117        | 15             | "The Time Warp"                               | 18 de fevereiro de 2010 | Quintas-feiras 21:00 | 3.7/9                | 10.21                  |
| 118        | 16             | "Perfect Little Accident"                     | 4 de março de 2010      | Quintas-feiras 21:00 | 4.0/11               | 11.83                  |
| 119        | 17             | "Push"                                        | 11 de março de 2010     | Quintas-feiras 21:00 | 3.9/11               | 10.96                  |
| 120        | 18             | "Suicide is Painless"                         | 25 de março de 2010     | Quintas-feiras 21:00 | 3.7/10               | 11.57                  |
| 121        | 19             | "Sympathy for the Parents"                    | 1 de abril de 2010      | Quintas-feiras 21:00 | 3.5/11               | 9.69                   |
| 122        | 20             | "Hook, Line and Sinner"                       | 29 de abril de 2010     | Quintas-feiras 21:00 | 3.8/11               | 10.47                  |
| 123        | 21             | "How Insensitive"                             | 6 de maio de 2010       | Quintas-feiras 21:00 | 3.8/11               | 11.03                  |
| 124        | 22             | "Shiny Happy People"                          | 13 de maio de 2010      | Quintas-feiras 21:00 | 3.9/11               | 11.05                  |
| 125        | 23             | "Sanctuary"                                   | 20 de maio de 2010      | Quintas-feiras 21:00 | 4.9/14               | 13.93                  |
| 126        | 24             | "Death and All His Friends"                   | 20 de maio de 2010      | Quintas-feiras 21:00 | 5.9/17               | 16.13                  |

## Lançamento em DVD
| Grey's Anatomy: The Complete Sixth Season - More is Better |                        |                        | | | | | | |
| Capa do DVD                                                | Capa do DVD            | Capa do DVD            | Detalhes do conjunto                                                                                  | Detalhes do conjunto                                                                                  | Detalhes do conjunto                                                                                  | Características especiais | Características especiais | Características especiais |
|                                                            |                        |                        | - 24 episódios (1 prolongado) - 6 discos - Inglês (Dolby Digital 5.1 Surround) - Comentários em áudio | - 24 episódios (1 prolongado) - 6 discos - Inglês (Dolby Digital 5.1 Surround) - Comentários em áudio | - 24 episódios (1 prolongado) - 6 discos - Inglês (Dolby Digital 5.1 Surround) - Comentários em áudio | - Dissecano Grey's Anatomy - Cenas Não Transmitidas - Ponto a Ponto: Cenas Deletadas da Sexta Temporada - Chandra Wilson: A Anatomia de um Talento - Seattle Grace: On Call- 6 Websódios | - Dissecano Grey's Anatomy - Cenas Não Transmitidas - Ponto a Ponto: Cenas Deletadas da Sexta Temporada - Chandra Wilson: A Anatomia de um Talento - Seattle Grace: On Call- 6 Websódios | - Dissecano Grey's Anatomy - Cenas Não Transmitidas - Ponto a Ponto: Cenas Deletadas da Sexta Temporada - Chandra Wilson: A Anatomia de um Talento - Seattle Grace: On Call- 6 Websódios |
| Datas de lançamento                                        |                        |                        | | | | | | |
| Região 1                                                   | Região 1               | Região 1               | Região 2                                                                                              | Região 2                                                                                              | Região 2                                                                                              | Região 4 | Região 4 | Região 4 |
| 14 de setembro de 2010                                     | 14 de setembro de 2010 | 14 de setembro de 2010 | 5 de dezembro de 2011                                                                                 | 5 de dezembro de 2011                                                                                 | 5 de dezembro de 2011                                                                                 | 3 de novembro de 2010 | 3 de novembro de 2010 | 3 de novembro de 2010 |